# Sürü
Sürü is een Turkse dramafilm uit 1979 onder regie van Zeki Ökten. Hij won met deze film de Gouden Luipaard op het filmfestival van Locarno.

## Verhaal
Een boerenfamilie ziet zich genoodzaakt om zijn kudde schapen te verkopen in Ankara als gevolg van een bloedvete. Hun reis met de trein loopt niet op rolletjes. De schapen worden gestolen of sterven door verstikking in de wagons. Bovendien worden de vrouw en de zoon zwaar ziek.

## Rolverdeling
| Acteur         | Personage |
| -------------- | --------- |
| Tarik Akan     | Sivan     |
| Melike Demirag | Berivan   |
| Erol Demiröz   |           |
| Levent Inanir  | Silo      |
| Sener Kökkaya  |           |
| Tuncel Kurtiz  | Hamo      |
| Meral Niron    |           |
| Yaman Okay     | Abuzer    |
| Savas Yurttas  |           |